# El cabo Tijereta
 El cabo Tijereta  es una película de Argentina filmada en La Cumbre provincia de Córdoba, dirigida por Jorge Mobaied según el guion de Máximo Aguirre que se estrenó el 18 de octubre de 1973 y que tuvo como actores principales a Ismael Echeverría, Ricardo Bauleo, Cacho Castaña, Esther Velázquez y Augusto Codecá. la película se filmó íntegramente en la ciudad de Valle Hermoso y otra tomas en la ciudad de la Falda a cuadras del Eden Hotel.

## Sinopsis
Un cabo de policía pueblerino se verá envuelto en una estafa y debe resolverla.

## Reparto
Intervinieron en el filme los siguientes intérpretes:
- Ismael Echeverría
- Ricardo Bauleo
- Cacho Castaña
- Esther Velázquez
- Augusto Codecá
- Dolores De Cicco
- Valeria Franco
- Ernesto Juliano
- Walter Echevarría
- Willy
- Elena Castro
- Nelly San Juan
- Alfredo Suárez

## Comentarios
Mayoría escribió:

”No llegó a milico.”

El Mundo opinó:

”Una historia pueblerina, simple, muy obvia, livianita como el aire primaveral.”

La Razón dijo:

”Graciosos enredos de un provinciano.”